# Gerhard Fulda

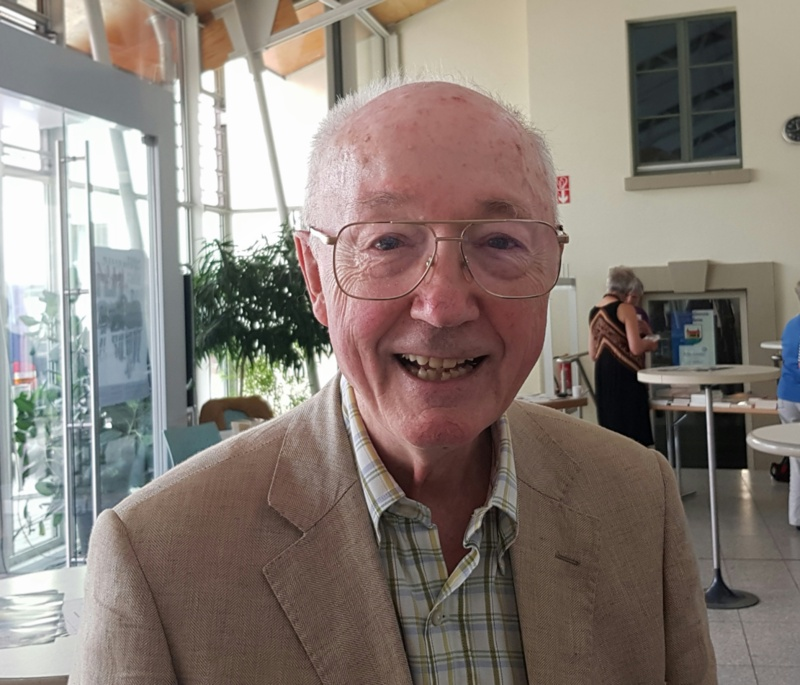
Gerhard Fulda (2018)

Gerhard Fulda (* 17. März 1939 in Hamburg; † 18. September 2024 in Berlin) war ein deutscher Jurist, Diplomat – zuletzt bis 2004 als Botschafter in Indonesien und Osttimor – und Publizist.

## Leben

### Studium
Fulda studierte Rechtswissenschaften in Hamburg und Freiburg und ab 1964 eineinhalb Jahre lang in Kairo. Dort bereitete er seine Promotion zum Dr. jur. mit einer 1969 veröffentlichten Dissertation über die durch Gamal Abdel Nasser betriebenen Sozialreformen in Ägypten vor.

### Diplomatische Laufbahn
1970 begann Fulda seine Tätigkeit im Auswärtigen Amt. Insgesamt fünf Jahre war er als Diplomat in Marokko und Saudi-Arabien tätig. Von 1986 bis 1988 war er Leiter des politischen Referats und zugleich der Stellvertreter des Botschafters der deutschen Botschaft in Kairo. 1997 übernahm er als Vertreter Deutschlands turnusgemäß die Präsidentschaft in der Zentralkommission für die Rheinschifffahrt und war Sprecher der europäischen Delegation bei den Verhandlungen über die internationale Raumstation. Mittlerweile im Amt eines Ministerialdirigenten wurde er 1999 für die staatliche Seite Mitglied des 44-köpfigen Senats des Deutschen Zentrums für Luft- und Raumfahrt (DLR). Botschafter war er von 2000 bis 2004 in Indonesien und von dort aus per Mehrfachakkreditierung als erster deutscher Botschafter von 2002 bis 2004 in Osttimor. 2004 wurde er wegen Erreichens der Altersgrenze in den Ruhestand versetzt.

### Engagement im Ruhestand
Nach der Pensionierung betätigte sich der Orient- und Islam-Spezialist Fulda ab 2005 für einige Jahre als Händler für alte Kunst aus islamischen Ländern und betrieb dafür eine Galerie in Berlin, in der er auch Vorträge über islamische Ästhetik, Architektur, Keramik oder Kalligraphie hielt.
Fulda war einer von acht Vizepräsidenten der Deutsch-Arabischen Gesellschaft, Mitglied des Beirats der Deutsch-Palästinensischen Gesellschaft, sowie Mitgründer des Bündnisses zur Beendigung der israelischen Besatzung e. V.
Mit Vorträgen sowie in Artikeln und Interviews bezog er wiederholt Stellung zum israelisch-palästinensischen Konflikt und kritisierte dabei Bundeskanzlerin Angela Merkel dafür, dass diese sich 2008 in der Knesset zur historischen Verantwortung Deutschlands für die Sicherheit Israels als Teil seiner Staatsräson bekannt habe.
2011 gehörte er zu den Mitverfassern und Unterzeichnern eines offenen Briefs von 32 ehemaligen deutschen Botschaftern und Generalkonsuln an die damalige Bundesregierung, in dem sie um Unterstützung der Bemühungen der Palästinenser baten, bei den Vereinten Nationen als unabhängiger Staat Palästina anerkannt zu werden. Die Zustimmung bezeichneten sie darin als „ein Gebot der Menschlichkeit zur Beendigung einer unwürdigen Besatzungspolitik.“

## Veröffentlichungen
- Die Entwicklung des ägyptischen Sozialversicherungsrechts. Europa-Kolleg Hamburg, 1969